# La vida breve

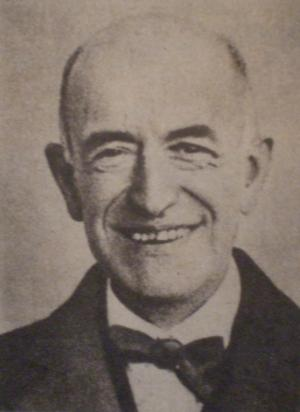
Manuel de Falla

La vida breve (svenska: Livet är kort) är en opera i två akter (ursprungligen en akt) med musik av  Manuel de Falla. Libretto av Carlos Fernández-Shaw. 

## Historia
La vida breve tillkom som bidrag till en operatävling. Balladtraditionen står mer i förgrunden i den här spanska operan. Med La vida breve knöt de Falla an till den spanska zarzuelan men gick dock utöver denna och skapade en självständig spansk opera. Berättelsen om den övergivna flickan leder rakt fram till det dödliga slutet och fördjupas genom talrika såväl textmässiga som musikaliska symboler. Det börjar med smedlärlingens uttalande: "Osalig är människan som föds till ett dystert öde/salig är den som är ämnad för städet och inte för hammaren". Farmoderns matande av fåglarna, dagens gång (mellanspelet) och vissnande blommor är alla metaforer för livets korthet. En snarlik symbol kan man även finna i den första av andra aktens scener, när Salud beskådar de rika bröllopsgästerna. När hon nu har trängt sig in i deras krets, återstår bara döden. Den andalusiska folkmusiken kommer hos de Falla här mindre till uttryck genom melodicitat än genom de typiska instrumenten (såsom kastanjetter och gitarr), harmonifärgen och framförallt genom den speciella behandlingen av sångstämmorna. Det saknas operaliknande arior och ensemblescener, men här finns istället ett slags recitation som blandas med visformer och danser. Användningen av kören som klingande fond motsvarar verkets balladmässiga och episka karaktär. Det håller sig i bakgrunden, men träder vid höjdpunkten även in i handlingen.
Föreställningen varar endast en dryg timma och operan sätts sällan upp, medan däremot vissa orkesterpartier spelas.
Operan skrevs 1905, men trots att de Falla med verket vann första pris i en tävling utlyst av Konstakademin i Madrid, så dröjde det åtta år innan urpremiären. Den ägde rum den 1 april 1913 i Nice. Året därpå spelades operan även i Madrid och Paris.

## Personer
- Salud, en flicka från Granada (sopran)
- Farmodern (mezzosopran)
- Carmela (mezzosopran)
- Paco (tenor)
- Onkel Sarvaor (basstämma)
- Manuel, Carmelas bror (baryton)
- Sångaren (baryton)
- En smeds röst (tenor)
- Fyra försäljerskor (3 sopraner, 1 mezzosopran)
- En försäljares röst (tenor)
- En röst i fjärran (tenor)
- Smeder, Granadas befolkning, bröllopsgäster (kör)
- Bröllopsgäster (balett)

## Handling
Operan utspelar sig i Granada i början av 1800-talet.
Akt I
Scen 1
Gården till ett hus i en av Granadas fattiga stadsdelar. Vardagsliv. Smedernas rytmiska hamrande, sång och samtalande arbetare. Saluds farmor matar fåglarna på gården. Hon oroar sig för hennes sondotters öde. Salud väntar sin älskade Paco och blir förtvivlad över att denne är försenad. Men när Paco kommer lyckas han lugna flickan och de svär varandra evig, men det finns all anledning att tvivla på hans kärlek. Saluds farbror Sarvaor berättar ilsket för farmodern om Pacos förestående bröllop med flickan Carmela redan nästa dag. Han vill kasta sig över den trolöse Paco men den gamla farmodern håller honom tillbaka.
Scen 2
Musikaliskt mellanspel. Dagen går till ända, natten sänker sig över Granada.
Akt II
Scen 1
En liten gata utanför Carmelas hus. Genom de stora öppna fönstren kan man se bakgården. Carmela och Pacos bröllop. Salud ser den glada festen utifrån och beklagar sitt sorgliga öde. Nedanför fönstren sjunger hon en sång som Paco känner igen. Paco anar att Salud är i närheten och kan inte glädja sig riktigt, han verkar tankspridd och förvirrad.
Scen 2
Husets bakgård. Salud träder in i huset till den lyckliga bruden. Farmodern och farbrodern följer henne. Hon ställer Paco offentligt till svars för hans trolöshet. Paco förnekar allt. Då vill hon att han dödar henne. Han nekar förfärat. Hon går fram till honom en sista gång, sjunker till golvet och dör. En allmän förfäran sprider sig bland gästerna och bröllopsfesten avslutas.